# Julian Alaphilippe
Julian Alaphilippe (født 11. juni 1992 i Saint-Amand-Montrond) er en professionel fransk cykelrytter, der kører for det professionelle cykelhold Tudor Pro Cycling Team. Han har en yngre bror, Bryan Alaphilippe, der også er cykelrytter.
I 2020 blev Alaphilippe verdensmester i linjeløb for herrer.
Han har siden begyndelse af 2020 været i et forhold med Marion Rousse.

## Vigtige sejre
2012
Nr. 1 2. etape Ville Saguenay
Nr. 1 Ungdomstrøjen Ville Saguenay
2013
Nr. 1 Samlet Grand Prix Südkärnten
Nr. 1 4. etape Le Tour Bretagne
Nr. 1 3. etape Thüringen-Rundfahrt U23
Nr. 1 7. etape Tour de l'Avenir
Nr. 1 Pointkonkurrencen Tour de l'Avenir
2014
Nr. 1 4. etape Tour de l'Ain
Nr. 1 Ungdomskonkurrencen Tour de l'Avenir
Nr. 1 Pointkonkurrencen Tour de l'Avenir
2015
Nr. 1 7. etape Tour of California
Nr. 1 Ungdomskonkurrencen Tour of California
2016
Nr. 1 3. etape Tour of California
Nr. 1 Samlet Tour of California
Nr. 1 Ungdomskonkurrencen Critérium du Dauphiné
2017
Nr. 1 8. etape Vuelta a España 2017
2018
4. etape, Colombia Oro y Paz
1. og 2. etape, Baskerlandet Rundt
La Flèche Wallonne
4. etape, Critérium du Dauphiné
10. og 16. etape, Tour de France
Bjergkonkurrencen, Tour de France
Clásica de San Sebastián
Samlet og 3. etape, Tour of Britain
Samlet og 1. etape, Slovakiet Rundt
2019
2. og 3. etape, Vuelta a San Juan
5. etape, Tour Colombia
Strade Bianche
2. og 6. etape, Tirreno-Adriatico
Milano-Sanremo
2. etape, Baskerlandet Rundt
La Flèche Wallonne
6. etape, Critérium du Dauphiné
3. og 13. etape (ITT), Tour de France
2020
 Verdensmester i linjeløb
2. etape, Tour de France
Brabantse Pijl
2021
 Verdensmester i linjeløb
2022
2. etape, Baskerlandet Rundt
1. etape, Tour de Wallonie
2023
2. etape, Critérium du Dauphiné
Classic de l'Ardèche